# Stechlenegg

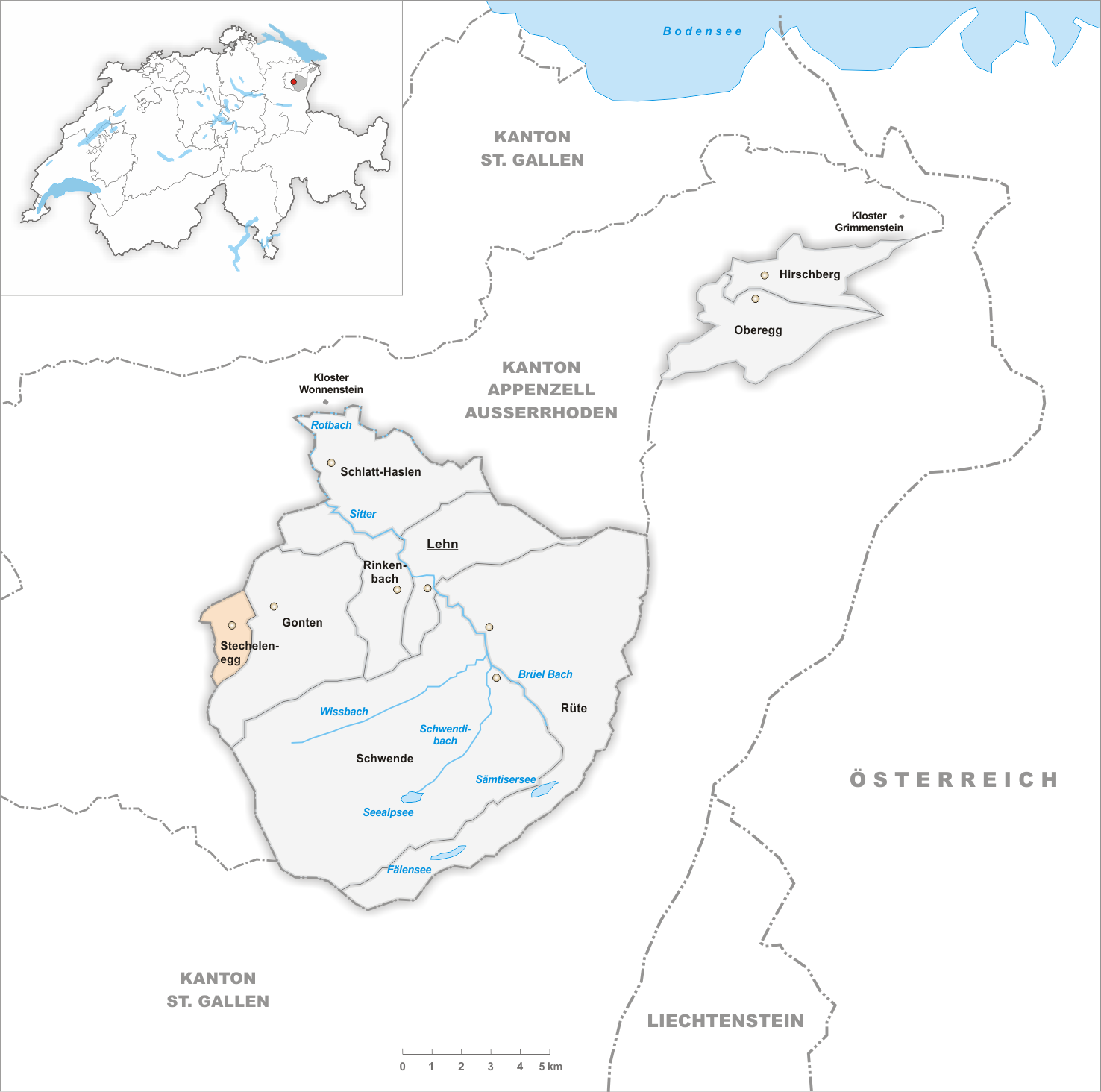
Bezirksstand vor der Fusion am 1. Januar 1873

Die Stechlenegg ist eine Streusiedlung und eine ehemalige Halbrhode im Bezirk Gonten des Kantons Appenzell Innerrhoden in der Ostschweiz und liegt an der Grenze zum Kanton Appenzell Ausserrhoden.
Das 1480 erstmals erwähnte Gebiet gehörte im Mittelalter anfänglich zur Vogtei Hundwil und dann zur oberen Rhode Hundwil. Die katholischen Einwohner schlossen sich bei der Teilung des Landes Appenzell 1597 den inneren Rhoden an. 1598 nahm man die Stechlenegger in geistlicher und weltlicher Hinsicht als Kirchgenossen von Appenzell an, seit 1648 sind sie nach Gonten pfarrgenössig. Doch wurde die zusammen mit dem Gebiet Lauftegg  und Teilen von Hintergonten gebildete Halbrhode Stechlenegg nie als ganz gleichberechtigt behandelt; die Stechlenegger blieben vom Nutzungsrecht der innerrhodischen Gemeingüter ausgeschlossen.
Die kantonale Verfassung von 1814 vereinigte Stechlenegg mit der Halbrhode Rinkenbach. 1609 wurde durch ein Abkommen beider Appenzell die freie Niederlassung der Landleute im konfessionell gemischten Gebiet Stechlenegg gewährleistet. Wie bis anhin bildeten die Grundstücksgrenzen zugleich auch die Grenzen zwischen den Halbkantonen. Ab 1637 durfte jedoch bei Handänderungen die Standeszugehörigkeit nicht mehr wechseln. Erst 1851 wurden in einer Konferenz durch Abgeordnete beider Kantonsteile die Grenzverhältnisse endgültig geregelt. Einige Liegenschaften gerieten unter ausserrhodische Territorialhoheit und fielen an die Gemeinde Hundwil. Mit der Neugestaltung Appenzell Innerrhodens 1872 verlor die Halbrhode ihre politische Bedeutung, ihr Gebiet wurde in den neuen Bezirk Gonten integriert.